# 末益涼太
末益 涼太（すえます りょうた、1993年12月11日 - ）は、日本の作曲家、編曲家。合同会社からまて、Color Material代表。現在はすえくんという名前で活動している。元Elements Garden所属。

## 提供作品
アイテムはてるてるのみ!
- 「衝撃的カンパイのニュース」（作曲）
- 「新米てるてる参上」（作曲）
- 「いやになっちゃうわ」（作曲）

アイテムはてるてるのみ2
- 「ハレルトイイネッ!!」（作曲・編曲）

いちぜん!
- 「Overture」（作曲・編曲）
- 「雪月花を見る頃に」（作詞・作曲）
- 「どうか神様」（作詞・作曲）

elsy
- 「Overture」（作曲、樂と共作）
- 「トドケトドケ」（作曲）
- 「君の目に映るのは」（作曲）
- 「終わらない約束」（作曲）

かと*ふく
- 「おかしな帽子屋」（作曲・編曲）[2]

手羽先センセーション
- 「満開サクライロ」（作曲）

【eN】
- 「君と今ここから」（作曲）
- 「キミコート」（作曲）

drop
- 「恋してケチャして」（菊田大介と共編曲）
- 「私が私であるために」（菊田大介と共編曲）
- 「わちゃごなどぅ」（編曲）
- 「アレサレタイノ」（作曲・編曲）
- 「走れ」（編曲・ギター）
- 「ポーカーフェイス」（編曲）
- 「星のない夜だから」（作曲・編曲・ギター・ベース）
- 「帰っておいで」（作曲・編曲・ギター・ベース）
- 「冗談じゃないね」（作曲・編曲・ギター）
- 「ビビデバビデチュ」（作曲・編曲・ギター・ベース）
- 「ロケットに乗って」（作曲・編曲・ギター）
- 「旅せよ乙女」（作曲・編曲・ギター）
- 「かくれんぼしましょ」（作曲・編曲・ギター）
- 「ひみつ」（編曲）
- 「ゲッチュ」（編曲）

風男塾
- 「証 -soul mate-」（共作曲・編曲・ギター）（作曲は藤田淳平と共作）
- 「イノセント・ラバー」（作曲・編曲・ギター）
- 「新たなる幕開けのための幕開けによる狂詩曲 〜キミがいればオレたちも笑顔∞(無限大)〜」（共作曲・編曲）（作曲は藤田淳平と共作）

ナナランド
- 「満月に遠吠え」（作曲・編曲）
- 「冬なんて嫌いという君が好き」（作曲・編曲）

まねきケチャ
- 「告白のススメ」（編曲）
- 「愛言葉」（編曲）
- 「冗談じゃないね」（作曲・編曲・ギター）
- 「モンスターとケチャ」（作曲・編曲・ギター・ベース）
- 「妄想桜」（作曲・編曲・ギター）
- 「SPLASH」（作曲・編曲・ギター）
- 「鏡の中から」（作曲・編曲・ギター）
- 「キミに届け」（作曲・編曲）
- 「カクカクシカジカ」（作曲・編曲）
- 「一刀両断」（作曲・編曲・ギター・ベース）
- 「妄想日記」（作曲・編曲）
- 「キミが笑えば」（作曲・編曲・ギター）
- 「SEVENTH HEAVEN」（作曲・編曲）

4次元コンパス
- 「Labyrinth for Youth」（作詞・作曲、作詞は菊池諒との共作）
- 「Re:コンプレックス」（作曲）
- 「シンデレLaLaLa」（作曲）
- 「ORA-ORA-ORA!」（作曲）
- 「ジェットコースターマイロード」（作曲）
- 「ゼロ宣言」（作曲）
- 「ハレマーメイド」（作曲）
- 「VIVA JUMP!!」（作曲）
- 「無敵トゥデイ」（作曲）
- 「キミ☆ステップアップ」（作曲）
- 「Bunny Bunny」（作曲）
- 「Star light」（作曲）
- 「ひと夏のヴィーナス」（作曲）
- 「推しゲーム」（作曲）
- 「未来晴れーション」（作曲）
- 「ワンデイファンファーレ」（作曲）
- 「希望のミチシルベ」（作曲）
- 「Vivid Arrow」（作曲）
- 「好奇心Traveler」（作詞・作曲）
- 「ノンストップ・イマジネーション!!」（作曲）
- 「勝ち確リボン」（作曲）

Lily of the valley
- 「自分の答え」（作詞・作曲・編曲）
- 「いまよりもっと」（作詞・作曲）
- 「夜空に咲いた花」（作詞・作曲・編曲）
- 「夢世界ナイティナイト」（作詞・作曲）

ゑんら
- 「だいだらぼっち」（編曲）
- 「アバンギャルドおばけ」（作曲・編曲）

ヱンデ
- 「恋世界」（作曲・編曲）
- 「EDEN」（作曲・編曲）
- 「可愛いこそが正義」（作曲）
- 「夢の欠片」（作曲）
- 「FIGHTER」（作曲）
- 「恋色マテリアル」（作詞・作曲・編曲）
- 「キミキミチュウドク」（作曲）
- 「推し色メロンソーダ」（作曲)
- 「619(ロクイチキュー)」（作曲）

祝福!ちゅあしぃ
- 「忠愛に！ちゅあしぃ」（作曲）

### アニメ・ゲームソング関連
うたの☆プリンスさまっ♪
- 「GREEN AMBITION」（編曲）
- 「Double face」（編曲）
- 「JUSTICE IMPULSE」（編曲）
- 「You're mine!」（作曲・編曲）
- 「Lasting Oneness」（編曲）

戦姫絶唱シンフォギア
- 「星天ギャラクシィクロス」（菊田大介と共編曲・共プログラミング）
- 「限界突破 G-beat (IGNITED arrangement)」（編曲）

BanG Dream!
- 「ティアドロップス」（編曲・オルガン）
- 「しゅわりん☆どり〜みん」（作曲・編曲・プログラミング）
- 「パスパレボリューションず☆」（作曲・編曲・プログラミング）
- 「はなまる◎アンダンテ」（作曲・編曲）
- 「もういちど ルミナス」（作曲・編曲）
- 「せかいのっびのびトレジャー!」（作曲・編曲）
- 「わちゃ・もちゃ・ぺったん行進曲」（作曲・編曲）
- 「チョコレイトの低音レシピ」（作曲・編曲・プログラミング）
- 「ピコっと！パピっと!!ガルパ☆ピコ!!!」（作曲・編曲）

ぼくの一人戦争
- 「sacrifice Love」（菊田大介と共編曲・共プログラミング）

A3!
- 「to bloom…」（作曲・編曲）
- 「Don’t cry…」（作曲・編曲）
- 「ファインダー越しの景色」（作曲・編曲）
- 「月虹上のアリア」（作曲・編曲）
- 「Precious to us～僕らの季節～」（作曲）

### その他
因幡はねる
- 「独占予報」（作曲）